# Матю Денисън
Матю Денисън (на английски: Matthew Dennison) е английски журналист, телевизионна личност и писател на произведения в жанра исторически роман, биография и документалистика.

## Биография и творчество
Матю Денисън е роден в Англия. Следва английска филология в колежа Крайст Чърч на Оксфордския университет, а след това и история на декоративните изкуства в университета на Глазгоу. Дипломната му работа е на тема за порцеланови съдове от Севър за отглеждане на зюмбюли от средата на 1750 г., която впоследствие е публикувана съкратена форма от списание Country Life. След дипломирането си той става сътрудник на списанието.
Първата му биография, „Последната принцеса: Всеотдайният живот на най-малката дъщеря на кралица Виктория“, е издадена през 2007 г. и става бестселър номер едно. През 2010 г. е издадена биографията му „Императрицата на Рим: Животът на Ливия“, която е последвана през 2012 г. от книгата му „Дванадесетте цезари“, обявена за книга на седмицата от „Дейли Мейл“. Следват биографиите му „Кралица Виктория: Живот на противоречия“ от 2013 г., „Зад маската: Животът на Вита Саквил-Уест“ от 2014 г., която става „Книга на годината“ в „Таймс“, „Над хълмовете и далече: Животът на Беатрикс Потър“ от 2017 г., „Вечното момче: Животът на Кенет Греъм“ от 2019 г., „Кралицата“ от 2021 г. и „Разказвач на неочакваното: Животът на Роалд Дал“ от 2023 г.
Освен като автор на биографии, той е редовен сътрудник на „Дейли Телеграф“, „Таймс“, „Обзървър“, The Spectator и House & Garden. Често участва като коментатор в предавания на Би Би Си 1 и на Би Би Си 2, свързани с кралската фамилия.
Матю Денисън живее със семейството си в Лондон и в Северен Уелс.

## Произведения
частично представяне
- At home with colour (2006)[1]
- The Last Princess: The Devoted Life of Queen Victoria's Youngest Daughter (2007) – за Беатрис Батенберг
- Empress of Rome: The Life of Livia (2010) – за Ливия
- The Twelve Caesars (2012) – за Юлий Цезар, Август, Тиберий, Калигула, Клавдий, Нерон, Галба, Отон, Вителий, Веспасиан, Тит и Домициан
- Queen Victoria: A Life of Contradictions (2013) – за кралица Виктория
- Behind the Mask: The Life of Vita Sackville-West (2014) – за Вита Саквил-Уест
- Over the Hills and Far Away: The Life of Beatrix Potter (2017) – за Биатрикс Потър
- The First Iron Lady: A Life of Caroline of Ansbach (2017) – за Каролина фон Бранденбург-Ансбах
- Eternal Boy: The Man in the Willows: The Life of Kenneth Grahame (2019) – за Кенет Греъм
- The Queen (2021) – за кралица Елизабет
Кралицата, изд.: „Сиела“, София (2022), прев. Елена Филипова
- Roald Dahl: Teller of the Unexpected: A Biography (2023) – за Роалд Дал